# Natta
Natta o Nacca (en llatí Natta o Nacca que vol dir bataner) era un cognomen de família de la gens Pinària a l'antiga Roma. Natta o Nata, que també trobem a les monedes, sembla la forma correcta. Era una antiga família que es menciona poques vegades.
Ciceró parla d'una antiga estàtua de bronze dels Pinarii Nattae que va ser destruïda per un llamp en el consolat de Luci Aureli Cotta i Luci Manli Torquat, l'any 65 aC.
Alguns personatges destacats van ser:
- Luci Pinari Natta, magister equitum el 363 aC
- Luci Pinari Natta, magistrat romà